# Juan Lacaze
Juan Lacaze ist eine Stadt im Süden Uruguays. 

## Geographie
Die Stadt liegt auf dem Gebiet des Departamento Colonia in dessen Sektor 14. Juan Lacaze befindet sich an der Küste des Río de la Plata östlich der Stadt Colonia del Sacramento und südwestlich von Colonia Cosmopolita. Die Entfernung zur östlich gelegenen Landeshauptstadt Montevideo beträgt knapp 150 km. Der Hafen von Juan Lacaze liegt in der Nähe der Mündung des Arroyo Sauce. Wenige Kilometer östlich der Stadt befindet sich die Mündung des Río Rosario. Durch das Stadtgebiet verläuft zudem der Bach Cañada de Blanco.

## Geschichte
Am 8. Mai 1953 wurde Juan Lacaze durch die gesetzliche Regelung des Ley 11.934 in den Status einer Ciudad (Stadt) erhoben. Der Name der Stadt ist auf Juan Luis Lacaze zurückzuführen.

## Infrastruktur

### Verkehr
Juan Lacaze liegt am südlichen Ende der Straße Ruta 54, die den Ort mit der Ruta 1 verbindet. Der Ort verfügt über Flugplatz und Hafen.

### Sport
In Juan Lacaze ist der Fußballverein Deportivo Colonia beheimatet.

## Stadtverwaltung
Bürgermeister (Alcalde) von Juan Lacaze ist Darío Burgman.

## Einwohner
Mit einer Einwohnerzahl von 12.816 (Stand: 2011), davon 6.193 männliche und 6.623 weibliche Einwohner, ist sie die drittgrößte Stadt des Departamentos.
| Jahr | Einwohner |
| ---- | --------- |
| 1963 | 11.019    |
| 1975 | 11.595    |
| 1985 | 12.574    |
| 1996 | 12.988    |
| 2004 | 13.196    |
| 2011 | 12.816    |

Quelle: Instituto Nacional de Estadística de Uruguay

## Söhne und Töchter der Stadt
- Federico Andueza (* 1997), Fußballspieler
- Rafael Aranda (* 1992), Fußballspieler
- Fabrizio Buschiazzo (* 1996), Fußballspieler
- José Carbajal (el Sabalero) (1943–2010), Sänger
- Ernesto Chevantón (* 1980), Fußballspieler
- Alvaro Clavell, Fußballspieler
- Alberto Couriel, Politiker
- Germán Hornos (* 1982), Fußballspieler
- Osvaldo Laport, Schauspieler
- Alfonso J. Ponte
- Cristian Rodríguez (* 1985), Fußballspieler
- Julio Rodríguez (* 1977), Fußballspieler
- Obdulio Trasante (* 1960), Fußballspieler
- Ignacio Velázquez (* 1994), Fußballspieler